# هينريتش كريستوف كولبي
هينريتش كريستوف كولبي (بالألمانية: Heinrich Christoph Kolbe)‏ هو رسام ألماني، ولد في 2 أبريل 1771 في دوسلدورف في ألمانيا، وتوفي بنفس المكان في 16 يناير 1836.

## معرض صور

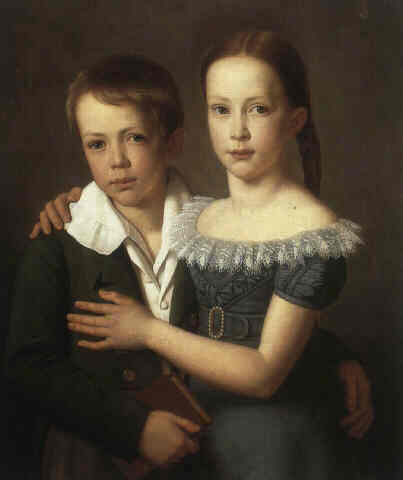
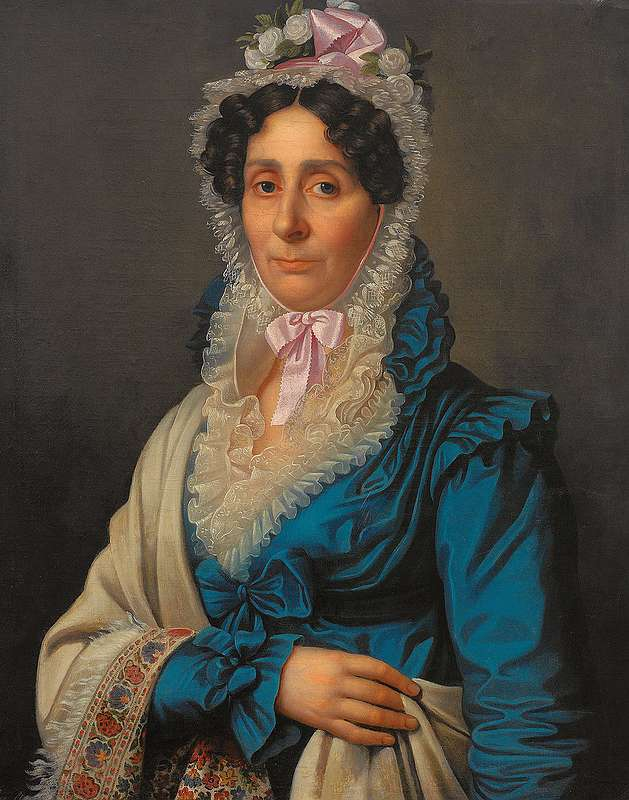
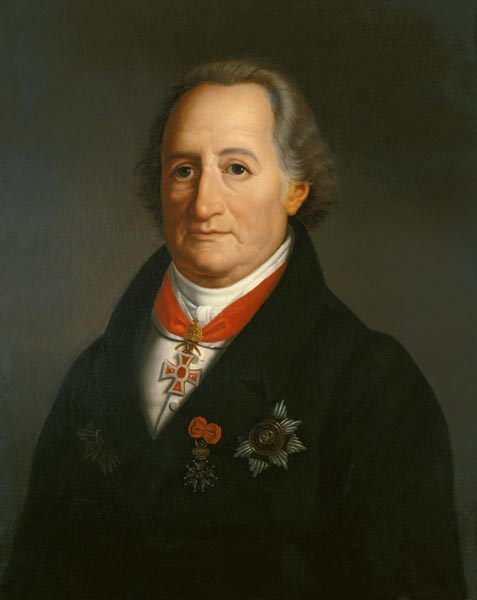
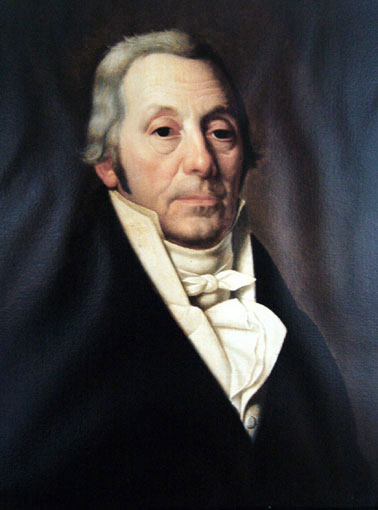